# Ohlstedt (metrostation)
Ohlstedt is een metrostation in het stadsdeel Wohldorf-Ohlstedt van de Duitse stad Hamburg. Het station werd geopend op 1 februari 1925 en wordt bediend door lijn U1 van de metro van Hamburg.